# National Rugby League 1993
La New South Wales Rugby Football League de 1993 fue la 86.ª edición del torneo de rugby league más importante de Australia.

## Formato
Los clubes se enfrentaron en una fase regular de todos contra todos, los cinco equipos mejor ubicados al terminar esta fase clasificaron a la postemporada.
Se otorgaron 2 puntos por el triunfo, 1 por el empate y ninguno por la derrota.

## Desarrollo

### Tabla de posiciones
| Pos. | Equipo                        | Encuentros | Encuentros | Encuentros | Encuentros | Tantos | Tantos | Tantos | Puntos |
| Pos. | Equipo                        | PJ         | PG         | PE         | PP         | F      | C      | Dif    | Puntos |
| ---- | ----------------------------- | ---------- | ---------- | ---------- | ---------- | ------ | ------ | ------ | ------ |
| 1    | Canterbury-Bankstown Bulldogs | 22         | 17         | 0          | 5          | 464    | 254    | +210   | 34     |
| 2    | St. George Dragons            | 22         | 17         | 0          | 5          | 418    | 258    | +160   | 34     |
| 3    | Canberra Raiders              | 22         | 16         | 1          | 5          | 587    | 272    | +315   | 33     |
| 4    | Manly-Warringah Sea Eagles    | 22         | 16         | 0          | 6          | 442    | 232    | +210   | 32     |
| 5    | Brisbane Broncos              | 22         | 16         | 0          | 6          | 517    | 330    | +187   | 32     |
| 6    | North Sydney Bears            | 22         | 14         | 1          | 7          | 448    | 325    | +123   | 29     |
| 7    | Illawarra Steelers            | 22         | 12         | 0          | 10         | 373    | 253    | +120   | 24     |
| 8    | Eastern Suburbs Roosters      | 22         | 11         | 1          | 10         | 343    | 356    | -13    | 23     |
| 9    | Newcastle Knights             | 22         | 10         | 0          | 12         | 337    | 381    | -44    | 20     |
| 10   | Cronulla-Sutherland Sharks    | 22         | 9          | 0          | 13         | 272    | 399    | -127   | 18     |
| 11   | Parramatta Eels               | 22         | 9          | 0          | 13         | 237    | 439    | -202   | 18     |
| 12   | Penrith Panthers              | 22         | 7          | 0          | 15         | 314    | 428    | -114   | 14     |
| 13   | Western Suburbs Magpies       | 22         | 7          | 0          | 15         | 319    | 475    | -156   | 14     |
| 14   | South Sydney Rabbitohs        | 22         | 6          | 0          | 16         | 319    | 560    | -241   | 12     |
| 15   | Balmain Tigers                | 22         | 6          | 1          | 15         | 327    | 412    | -85    | 11     |
| 16   | Gold Coast Seagulls           | 22         | 1          | 0          | 21         | 229    | 572    | -343   | 2      |

|  | Postemporada. |

### Postemporada

#### Finales de clasificación
| 4 de septiembre | St. George Dragons | 31 - 10 | Canberra Raiders |  |  |

| 5 de septiembre | Manly-Warringah Sea Eagles | 10 - 36 | Brisbane Broncos |  |  |

#### Semifinales
| 11 de septiembre | Canberra Raiders | 12 - 30 | Brisbane Broncos |  |  |

| 12 de septiembre | Canterbury-Bankstown Bulldogs | 12 - 27 | St. George Dragons |  |  |

#### Finales Preliminares
| 19 de septiembre | Canterbury-Bankstown Bulldogs | 16 - 23 | Brisbane Broncos |  |  |

#### Final
| 26 de septiembre | St. George Dragons | 6 - 14 | Brisbane Broncos | Sydney Football Stadium, Sídney |  |
|                  |                    |        |                  | Asistencia: 42.329 espectadores |  |

| Bandera de Australia     |
| Campeón Brisbane Broncos |
| Segundo título           |